# Miguel Ramos Arizpe
José Miguel Rafael Nepomuceno Ramos de Arreola y Arizpe, conocido como José Miguel Ramos Arizpe (Valle de San Nicolás de la Capellanía, Provincias Internas de Oriente; 15 de febrero de 1775 - Puebla de los Ángeles, México; 28 de abril de 1843), fue un clérigo y político mexicano de origen novohispano. 
Se desempeñó como diputado en las Cortes de Cádiz, firmante de la Constitución Española de 1812, secretario de Hacienda de y secretario de Justicia y Negocios Eclesiásticos de la República Mexicana. En México es reconocido como "El Padre del Federalismo". En su honor está nombrada la ciudad de Ramos Arizpe en el estado de Coahuila, lugar de su nacimiento.

## Biografía

### Origen
José Miguel Rafael Nepomuceno Ramos de Arreola y Arizpe nació el 15 de febrero de 1775 en el Valle de San Nicolás de la Capellanía, hoy llamada ciudad Ramos Arizpe denominación atribuida en su honor con la categoría de villa el 19 de mayo de 1850, en la provincia de Coahuila, perteneciente entonces al virreinato de la Nueva España y actual México. Fue el menor de los nueve hijos del matrimonio formado por don Ignacio Ramos de Arreola y González, y de doña Ana María Lucía de Arizpe y Fernández de Castro (descendiente de Bartolomé de Medina, inventor del método de patios).

### Comienzos
Comenzó sus estudios en el Seminario de Monterrey, donde se ordenó sacerdote en 1803. Fue nombrado cura propio del Real de Borbón. Siguió sus estudios en la Real Universidad de Guadalajara donde cinco años después se doctoró en filosofía, cánones y leyes. Ejerció la docencia en el Seminario de Monterrey donde impartió las cátedras de derecho canónico y civil. Sin embargo, se retiró a vivir entre los campesinos, adiestrándolos en técnicas agrícolas.

### Cortes de Cádiz, prisión y Trienio Liberal
En las elecciones para Cortes de Cádiz de septiembre de 1810 fue elegido diputado por Coahuila en las que contribuyó muy destacadamente en todo el período legislativo (1810-1814) en donde muestra sus ideas liberales e independentistas. Destacó su defensa de la unificación administrativa de los reinos de Nuevo León, Nuevo Santander y los Texas, proponiendo la creación de una Real Audiencia a modo de la de Guadalajara.  Fue uno de los signatarios de la primera constitución española, la Constitución de Cádiz de 1812, llamada La Pepa por haber sido proclamada el día de San José.
En 1814 la reacción absolutista, con la vuelta al trono de Fernando VII, disuelve las Cortes el 10 de mayo y Arizpe es detenido. Fue sometido a un riguroso juicio, acusado de traición al rey, y después de más de un año en las cárceles de Madrid fue trasladado al monasterio cartujo de Porta Coeli en Bétera, a escasos 20 kilómetros de Valencia. Allí permaneció, sin condena, hasta que las clases populares valencianas lo liberaron, junto a otros presos políticos, con motivo de la proclamación de la Constitución de 1812 en Valencia y la derogación del régimen absolutista. Vuelve a las Cortes Españolas en el Trienio Liberal de 1820 a 1823.

### Independencia de México y federalismo
El 24 de febrero de 1821, Agustín de Iturbide lee en Iguala el llamado Plan de Iguala que proclamaba la autonomía de México de España.  
En 1822, se reunió el primer Congreso Mexicano, y en la cámara hay varios grupos de poder: los republicanos, los borbonistas y los iturbidistas. También había personajes importantes que habían participado en el movimiento insurgente, como Guadalupe Victoria, que, no obstante, no hace acto de presencia en el Congreso al ser arrestado. La facción borbonista anhela el regreso del rey Fernando VII al poder, o en su ausencia, de un vástago de su familia. Los republicanos, que son la minoría, sueñan con un gobierno y una administración de corte liberal que, por estas épocas, tiene pocas probabilidades de hacerse realidad. Entre los republicanos podemos destacar a Melchor Múzquiz, joven diputado que demuestra ideas muy avanzadas para su tiempo. Los iturbidistas, por su parte, son diputados cercanos al ejército (muchos vienen de las filas militares) y su deseo es concentrar el poder en manos de Agustín de Iturbide, el líder militar que demuestra muy poca paciencia con el Congreso de 1822. Otras figuras de este Congreso: Carlos María Bustamante (a quien debemos una memoria de este Congreso) y fray Servando Teresa de Mier.[cita requerida]
Mientras que unos, los centralistas, defienden una transición entre la colonia y el país independiente los otros proclaman un estado de corte federal constituido como la unión de diferentes estados.[cita requerida]
Participó, muy activamente, en la comisión que elaboró el proyecto de constitución federal en 1823 y aprobado casi íntegramente en 1824. 
El 4 de octubre de 1824, se jura la Constitución, en cuya comisión había tenido un papel muy relevante Miguel Ramos Arizpe, que proclama una república federal compuesta por 19 estados y 4 territorios federales (Texas formó parte del estado de Coahuila y Texas). 
El enfrentamiento ideológico no se paró con la proclamación de los Estados Unidos Mexicanos sino que siguió durante toda la última mitad del siglo XIX. Los Centralistas, reconvertidos en Conservadores y los federalistas, convertidos en liberales, mantuvieron un conflicto continuo en el que se dieron golpes de estado, cuartelazos y sublevaciones. Esta situación fue determinante para la intervención extranjera que se materializó con la pérdida de buena parte del territorio mexicano en las guerras con Estados Unidos, la Guerra de Reforma y la Segunda Intervención Francesa en México.

### Cargos ocupados
Bajo el gobierno del presidente Guadalupe Victoria, de 1824 a 1829 fue ministro de Justicia, cargo que también ocupó de 1832 a 1833 con los presidentes Manuel Gómez Pedraza, Valentín Gómez Farías y Antonio López de Santa Anna.
En 1842 fue diputado a Cortes Constituyentes por Puebla y miembro de la junta que surgió de las Bases de Tacubaya. Su defensa del federalismo le valió el sobrenombre de Padre del Federalismo.

### Fallecimiento
Con 68 años de edad y enfermo de gangrena seca murió en la catedral de Puebla, después de haberle servido como deán y chantre, el 28 de abril de 1843. El 29 de junio de 1974 sus restos mortales fueron inhumados y trasladados a la Rotonda de las Personas Ilustres de la Ciudad de México.

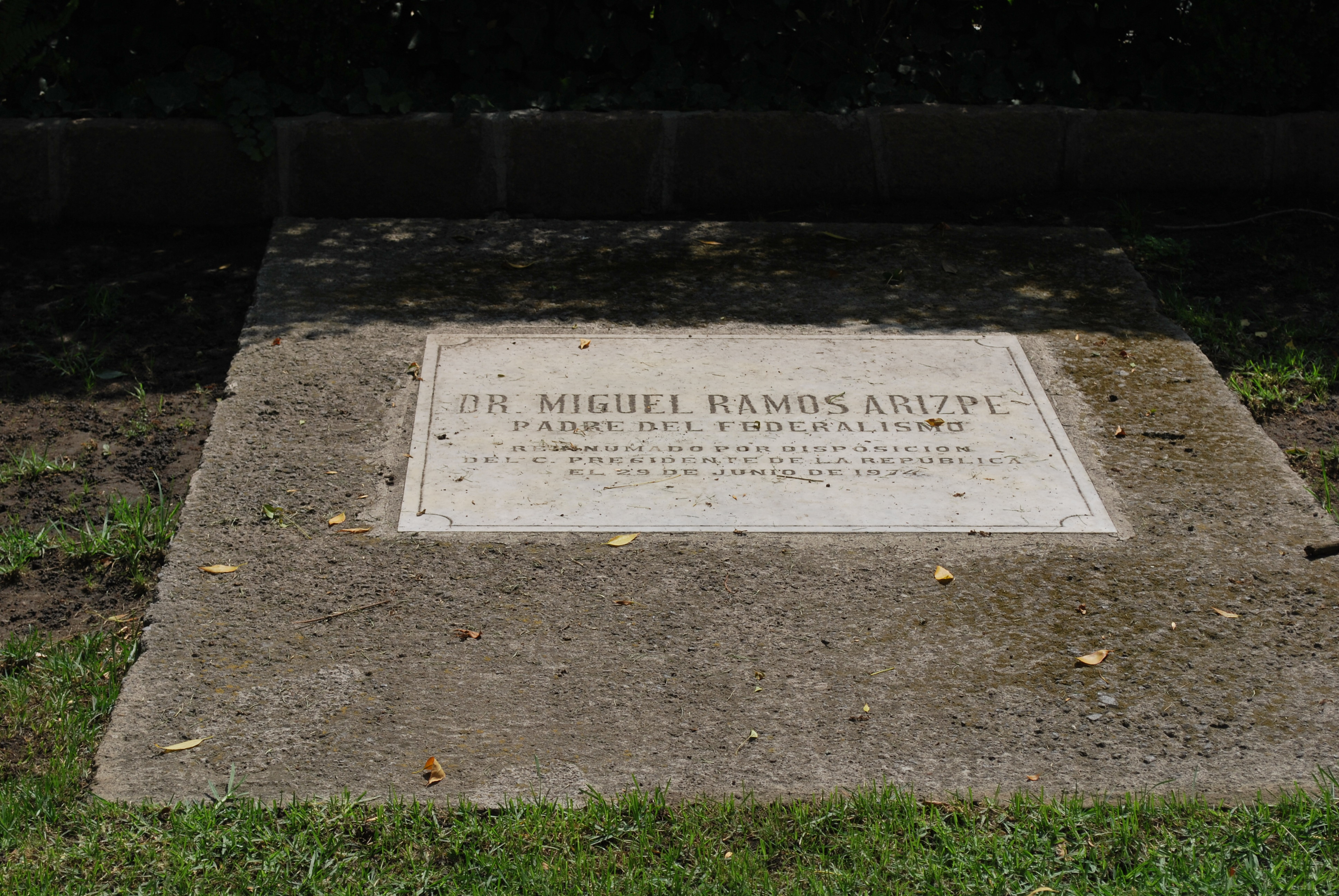
Sepulcro de Miguel Ramos Arizpe, en la Rotonda de las Personas Ilustres (México).